# Carlos Domingo Fernández
Carlos Fernández nacido en (San Nicolás de los Arroyos, Buenos Aires, el 4 de agosto de 1873 - 5 de enero de 1915 Concordia, Entre Ríos), militar del Ejército argentino, fundador de la ciudad Presidencia Roque Sáenz Peña, en 1912.

## Biografía
Siendo adolescente ingresó en el Colegio Militar de la Nación, incorporándose en el regimiento 11 de caballería. En 1892 egresó con el cargo de alférez de caballería.
Como 2.º Jefe del regimiento 7 de Caballería participó en al intervención a la provincia de Corrientes, desde el 12 de octubre de 1907 hasta el 30 de abril de 1908. Como así también en las expediciones del interior del Chaco, realizadas con el regimiento durante esos dos años.
En 1912 fue nombrado Jefe del Regimiento 6 de Caballería de Línea, dependiente del Comando de las Fuerzas en operaciones en el Chaco.

## Fundación del pueblo
Participó en la campaña que las fuerzas nacionales realizaban en el interior del Chaco Austral. Ya como comandante Carlos Fernández relevó al jefe del cuerpo Pedro Amarante, que había partido de Tostado el 4 de septiembre de 1911, con rumbo al norte y se internó en el Chaco, acampando en el km 177, para fundar un pueblo. Vio que ese lugar no era apropiado. Recorrió la zona buscando terreno alto y agua potable; así fue como decidió quedar en el km 173, paralelo a la vía del Ferrocarril Central Norte.
El campo estaba cubierto de pasto y a la derecha un tupido bosque, donde había una picada llamada Sáenz Peña –cubierta por vegetación– camino a Fortín Lavalle. En este lugar se levantó el campamento. Además de fundar un pueblo, buscaba un camino recto que uniera a los fortines.
Luego de ver si el terreno era apto para cultivos, excavar pozos y encontrar agua dulce, comenzaron los trabajos para la fundación del pueblo, mensuras del terreno y delineación de cien manzanas, dentro de otras doscientas, rodeadas de chacras. Con el nombre de Kilómetro 173, se fundó el 1 de marzo de 1912, en la actual ciudad de Presidencia Roque Sáenz Peña.
En el lado opuesto de la vía que fue elegido, se levantó la edificación del cuartel y su amplio corral, que era el área reservada para una posible ampliación y cuyo contorno fue cercado con vigas prismáticas, de maderas de guayacán, de cuatro metros de alto por cuarenta centímetros de lado, y en una de sus caras se grabó a fuego "P.R.P.R.S.P." que quería decir: "Pueblo de Reserva para Presidencia Roque Sáenz Peña".
En 1914, el regimiento 6 fue trasladado a Concordia, lugar donde Fernández falleció el 5 de enero de 1915, a consecuencia de un paro cardíaco.